# Feuerwehr Ulm
Die Feuerwehr Ulm ist die Gemeindefeuerwehr der Universitätsstadt Ulm. Obwohl das baden-württembergische Feuerwehrgesetz grundsätzlich für Gemeinden mit mehr als 100.000 Einwohnern eine Berufsfeuerwehr vorschreibt, hatte Ulm mit seinen rund 130.000 Einwohnern (Stand Dezember 2023) aufgrund einer Ausnahmegenehmigung des baden-württembergischen Innenministeriums keine Berufsfeuerwehr. Zum 1. Januar 2025 wurde aus der bisherigen Abteilung „Feuerwehrbeamte“ die Abteilung „Berufsfeuerwehr“. Die Berufsfeuerwehr Ulm hat derzeit 79 hauptamtliche Feuerwehrangehörige, die in zwei Wachabteilungen rund um die Uhr die Hauptfeuerwache besetzen. Hinzu kommen 14 Abteilungen der Freiwilligen Feuerwehr (FF-Abteilungen), 13 Gruppen der Jugendfeuerwehr sowie der Spielmannszug, eine Rettungshundestaffel und eine Höhenrettungsgruppe.
Die Leitung und die Verwaltung der Gesamtfeuerwehr obliegen der Abteilung Feuerwehr und Katastrophenschutz der Stadt Ulm, deren Abteilungsleiter gleichzeitig der Feuerwehrkommandant ist.

## Geschichte

### Gründung und erste Jahre

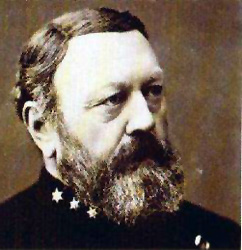
Conrad Dietrich Magirus (ca. 1880)

Im Jahr 1847 gründete der Ulmer Turnwart Conrad Dietrich Magirus zusammen mit 32 Turnern einen Steigerzug, der von der Stadt Ulm mit der Bedienung der Feuerspritze 4 beauftragt wurde. Damit begann die Umgestaltung der zu dieser Zeit bereits bestehenden, in ihrer Organisation veralteten Pflichtfeuerwehr zu einer Freiwilligen Feuerwehr. Bereits am 5. September 1852 beschloss die Stadtverwaltung eine grundsätzliche Neustrukturierung der Feuerwehr nach den von Magirus ausgearbeiteten Statuten. Ein Jahr später wurde Conrad Dietrich Magirus zum ersten Kommandanten der noch jungen Freiwilligen Feuerwehr ernannt.
Am 19. Juni 1853 lud Magirus die Vorstände der württembergischen Feuerwehren zu einem Treffen in Plochingen ein. Bei der Versammlung am 10. Juli nahmen die Kommandanten der Feuerwehren Ellwangen, Esslingen, Göppingen, Heilbronn, Kirchheim unter Teck, Reutlingen, Schorndorf, Stuttgart, Tübingen und Ulm teil. Dieses Treffen der zehn Feuerwehrkommandanten führte zur Gründung des Deutschen Feuerwehrverbandes, dem heutigen Dachverband der Interessenvertretungen der deutschen Feuerwehren. Am 3. September 1854 fand der erste Deutsche Feuerwehrtag in Ulm statt. 1861 wurde im Ulmer Rathaus eine ständig besetzte Nachtwache mit einer Stärke von acht Mann eingerichtet.
Magirus, der in den vielen Jahren seines Schaffens in Ulm zum weltweiten Pionier der Feuerwehrtechnik avanciert war – unter anderem durch die Gründung der Feuerwehr-Requisiten-Fabrik C. D. Magirus (1866), heute Magirus GmbH, und durch die Veröffentlichung seines Standardwerkes Das Feuerlöschwesen in allen seinen Theilen (sic!) (1877) – trat 1880 als Feuerwehrkommandant zurück und übergab sein Amt an den Ulmer Apotheker Karl Wacker, der sich zudem um die Erforschung der Verbesserung der Trinkwasserverhältnisse und des Lebensmittelwesens in der Stadt bemühte.

### Anfang des 20. Jahrhunderts
Zu Beginn des 20. Jahrhunderts genehmigte die Stadtverwaltung den Bau und die Inbetriebnahme einer Feuermeldeanlage. Dadurch wurde es nötig, die bisherige Steiger-Kompanie in einen sogenannten Weckerlinienzug umzuwandeln, neu auszustatten und entsprechend auszubilden. Der Zug erhielt drei von Magirus gebaute, pferdegezogene Gerätschaften:
- Mannschaftswagen mit Kleingeräten, Rettungsschlauch und Sprungtuch
- mechanische Drehleiter mit einer Steighöhe von bis zu 18 Metern
- Motorspritze mit einer Förderleistung von 750 l/min

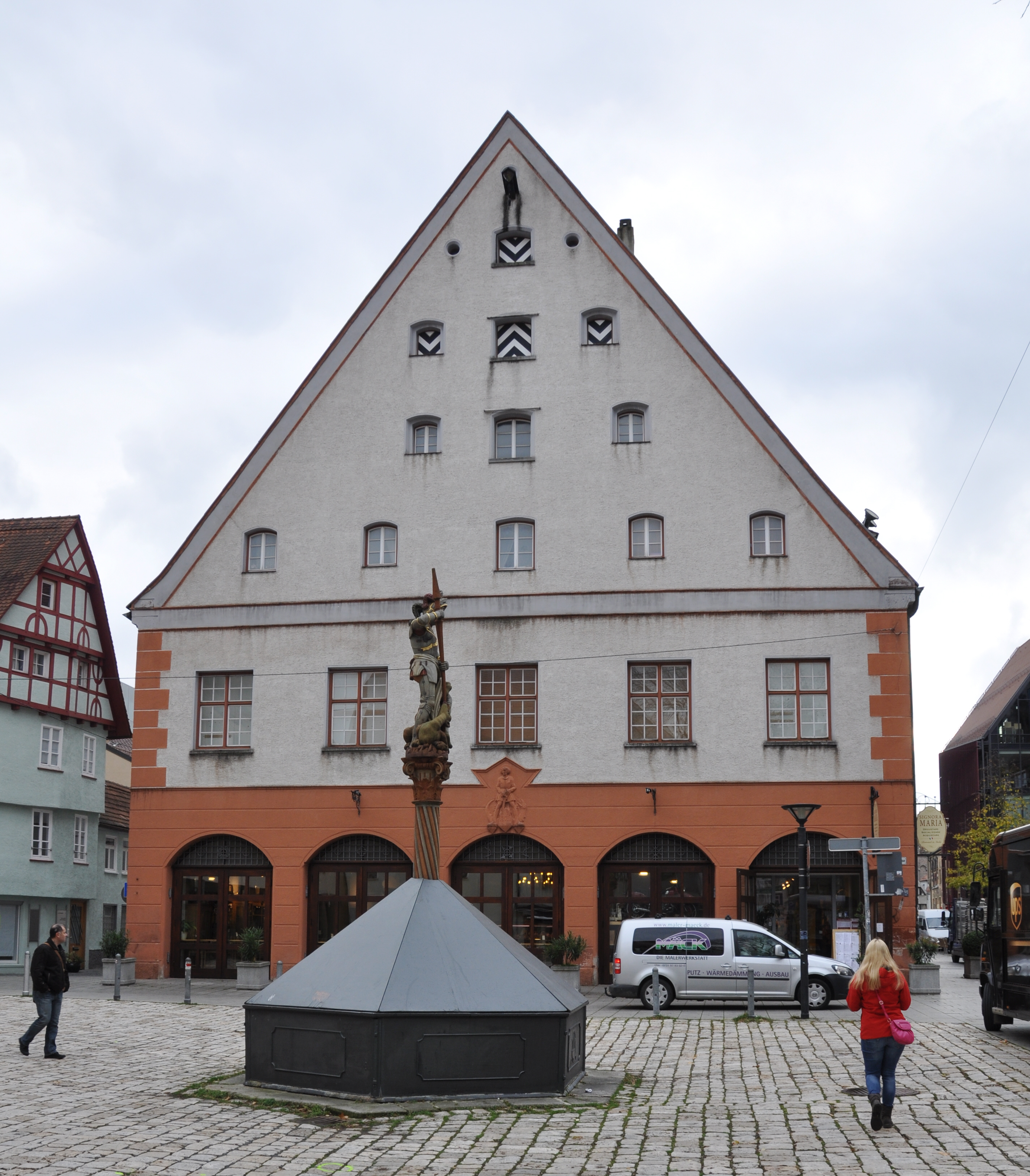
Ehemalige Feuerwache am östlichen Münsterplatz (Schuhhaus). Zu erkennen sind noch die einstigen Fahrzeugtore im Erdgeschoss.

Im Jahr 1901 wurde die Feuermeldeanlage in Betrieb genommen. Die Glocken des Ulmer Münsters, die bis dahin teilweise zur Alarmierung der Feuerwehr verwendet wurden, kamen seitdem nur noch bei Großfeuern als Alarmierungsmittel zum Einsatz. Drei Jahre später, 1904, zog die Feuerwehr in das Schuhhaus am östlichen Münsterplatz, Ecke Kramgasse um.

### Erster Weltkrieg und Motorisierung
Durch die Heranziehung zum Wehrdienst im Reichsheer während des Ersten Weltkrieges entstanden im Personal der Ulmer Feuerwehr große Lücken. Teilweise sprangen daher bereits ausgediente Feuerwehrleute ein; dennoch sank die Stärke der Weckerlinienzüge auf elf Mann.
In der Nachkriegszeit begann die schrittweise Motorisierung der Ulmer Feuerwehr. Im Jahr 1920 wurde eine Autokraftspritze von Magirus angeschafft, 1922 wurde die bisher von Pferden gezogene Drehleiter auf ein Fahrgestell montiert. Außerdem wurden die Alarmierungseinrichtungen erweitert und ein weiterer Weckerlinienzug in Söflingen aufgestellt.

### Nationalsozialismus und Zweiter Weltkrieg

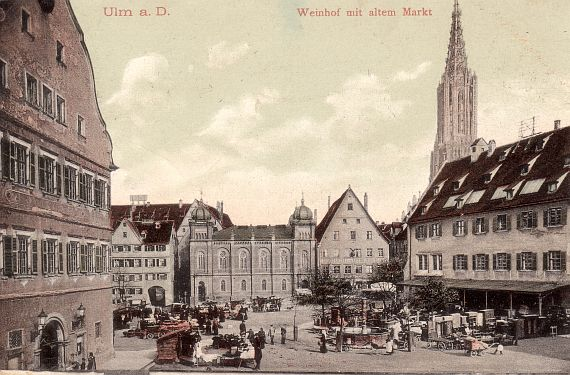
Weinhof mit der Synagoge (Mitte) vor der Zerstörung in der Reichspogromnacht (vor 1927)

In der Nacht vom 9. auf den 10. November 1938, der Reichspogromnacht oder Reichskristallnacht, legten vermutlich SA-Männer in der Ulmer Synagoge am Weinhof Feuer. Um 3:55 Uhr wurde die Feuerwehr alarmiert. Als der erste Löschzug der Feuerwache in der Kramgasse am Weinhof eintraf, stand die Synagoge bereits in Flammen. Da durch die hohen Flammen die Gefahr bestand, dass sich der Brand auf ein Nachbargebäude mit einer Wirtschaft, zwölf Wohnungen und einem Farb- und Lackwarenlager hätte ausbreiten können, nahm die Feuerwehr einen Löschangriff vor und zog um 4:08 Uhr einen weiteren Löschzug hinzu. Gegen 5:20 Uhr war der Brand gelöscht. Trotz des vergleichsweise geringen Schadens an der Synagoge wurde sie wenig später auf Anweisung der Stadtverwaltung abgerissen.
Im Jahr 1939 wurde das gesamte Feuerlöschwesen im Deutschen Reich durch das Reichsfeuerlöschgesetz vom 23. November 1938 vereinheitlicht; die bisher in den größeren Städten und Gemeinden bestehenden Feuerwehren wurden im Zuge der Gleichschaltung durch das NS-Regime in die sogenannte Feuerschutzpolizei umgewandelt, die als staatliches Organ der Polizei zugeordnet wurde und eine paramilitärische Organisationsstruktur erhielt.
Durch Ulms Bedeutung als große süddeutsche Garnisonsstadt wurden die Ulmer Kasernen, Industrie- und Bahnanlagen sowie die historische Innenstadt während des Zweiten Weltkriegs Opfer zahlreicher Bombenangriffe. Während des folgenschwersten Angriffs am 17. Dezember 1944 warfen zwischen 19:23 Uhr und 19:50 Uhr 300 britische Bomber rund 600 Tonnen Spreng- und 700 Tonnen Brandbomben auf die Stadt ab. In der gesamten Innenstadt loderten Brände, die sich zu einem Großfeuer von rund einem Quadratkilometer vereinigten und über 80 % der historischen Altstadt zerstörten. Der spätere Kommandant der Ulmer Feuerwehr, Karl Hollerbach, beschrieb seine Eindrücke in der Nacht folgendermaßen:

„[…] von hier oben bot sich mir ein gespenstischer Anblick. An allen Ecken und Enden brannte die Stadt, Rauschschwaden stiegen hoch in den Himmel, in merkwürdigen Farben […]“

### Nachkriegszeit
Nach dem Ende des Zweiten Weltkriegs und der Besetzung der Stadt durch die US-amerikanische Armee wurde das Ulmer Feuerlöschwesen zunächst der amerikanischen Militärverwaltung unterstellt. In den Jahren 1945 bis 1951 wurde damit begonnen, eine Feuerwehr mit hauptamtlichen Kräften aufzustellen, woraufhin die Ulmer Feuerwehr ihre Selbstständigkeit zurückerhielt. Die ersten Einsatzfahrzeuge wurden der wiedergegründeten Feuerwehr von der amerikanischen Militärverwaltung überlassen.
Vom 29. bis 31. Mai 1953 fand anlässlich des 100-jährigen Jubiläums des Deutschen Feuerwehrverbandes und in Anwesenheit des damaligen Bundespräsidenten Theodor Heuss der 22. Deutsche Feuerwehrtag in Ulm statt.

### Neue Feuerwache in der Keplerstraße und erster Rettungsspreizer in Europa
Zum 125-jährigen Jubiläum der Feuerwehr Ulm fand am 8. Juli 1972 der feierliche erste Spatenstich für die neue Hauptfeuerwache in der Keplerstraße durch Oberbürgermeister Theodor Pfizer statt. Die neue Feuerwache sollte die während des Zweiten Weltkrieges stark beschädigte Wache im Schuhhaus in der Kramgasse ersetzen.
Ein Jahr später, im Mai 1973, stellte die Feuerwehr Ulm den ersten hydraulisch betriebenen Rettungsspreizer in Europa in Dienst. Er war in einem Schnell-Rettungs-Fahrzeug (SRF) auf Ford-Transit-Basis untergebracht und diente der schonenden Befreiung von in Fahrzeugen eingeklemmten Personen. Am 29. August 1974 wurde der Spreizer erstmals mit dem am Bundeswehrkrankenhaus Ulm stationierten Rettungshubschrauber SAR 75 zu einem schweren Verkehrsunfall geflogen. Um solche Einsätze danach besser bewältigen zu können, wurde eigens eine tragbare Einheit für den Spreizer mit Verbrennungsmotor konstruiert, die in den Rettungshubschrauber verladen werden konnte. Dieser Hubschrauber-Rettungssatz stand ab September 1974 zur Verfügung und kam bis zur flächendeckenden Einführung von hydraulischen Rettungssätzen 1986 insgesamt 136-mal zum Einsatz. Er ist heute in der Eingangshalle der Hauptfeuerwache ausgestellt.

### Entwicklung bis heute
In den Jahren 1971 bis 1975 wurden im Zuge der Gebietsreform die bisher eigenständigen Gemeinden Donaustetten, Eggingen, Einsingen, Ermingen, Gögglingen, Jungingen, Lehr, Mähringen und Unterweiler nach Ulm eingemeindet, wodurch weitere Einsatzabteilungen der Freiwilligen Feuerwehr zur Feuerwehr Ulm hinzukamen. Am 18. Oktober 1975 konnte die neu errichtete Hauptfeuerwache in der Keplerstraße bezogen werden. Sie beherbergt seitdem die hauptamtlichen Kräfte der Feuerwehr Ulm – die Abteilung Berufsfeuerwehr – sowie die Abteilung Innenstadt der Freiwilligen Feuerwehr.
Im Jahr 2001 wurden die Leitstelle der Feuerwehr und die Leitstelle des Rettungsdienstes zur Integrierten Leitstelle Ulm (ILS Ulm) zusammengefasst und in neu ausgestatteten Räumlichkeiten in der Hauptfeuerwache untergebracht. Seitdem werden von hier aus sämtliche Einsätze der Feuerwehr, der Notfallrettung, des Krankentransportes und des Katastrophenschutzes im Stadtkreis Ulm und im Alb-Donau-Kreis koordiniert. Die Leitstelle wird gemeinsam von der Feuerwehr Ulm sowie dem Deutschen Roten Kreuz und dem Arbeiter-Samariter-Bund betrieben und ist tagsüber an Werktagen mit einem Disponenten der Feuerwehr und drei Disponenten des Rettungsdienstes besetzt. Jährlich nehmen die Mitarbeiter der ILS Ulm über 200.000 Anrufe an, aus denen rund 84.000 Rettungsdiensteinsätze und Krankentransporte und 3.300 Feuerwehreinsätze (Stand 2015) hervorgehen.

## Abteilung Berufsfeuerwehr
Die 79 Beamten der Abteilung Berufsfeuerwehr bilden den hauptamtlichen Anteil der Feuerwehr Ulm. Die hauptamtlichen Kräfte der Feuerwehr Ulm sind entsprechend den beamtenrechtlichen Vorgaben in die Laufbahnen des mittleren, gehobenen und höheren feuerwehrtechnischen Diensten eingegliedert. Die Beamten der Berufsfeuerwehr sind für den Dienstbetrieb in der ständig besetzten Hauptfeuerwache in der Keplerstraße sowie in den Sachgebieten der Verwaltung, in der Leitstelle und in den Werkstätten (z. B. Schlauch- und Atemschutzwerkstatt) verantwortlich.

### Leitung und Verwaltung
Innerhalb der Ulmer Stadtverwaltung ist für die Leitung, Organisation und Verwaltung der Gesamtfeuerwehr die Abteilung Feuerwehr und Katastrophenschutz zuständig, die dem Fachbereich Stadtentwicklung, Bau und Umwelt zugeordnet ist. Der Leiter der Berufsfeuerwehr ist zugleich der ranghöchste Beamte und Kommandant der Feuerwehr Ulm. In der Zeit von 1998 bis Ende 2019 war Leitender Branddirektor Hansjörg Prinzing Leiter der Abteilung Feuerwehr und Katastrophenschutz und Feuerwehrkommandant; sein Stellvertreter war Oberbrandrat Reiner Schlumberger. Seit 2020 ist Leitender Branddirektor Adrian Röhrle Leiter der Berufsfeuerwehr und Feuerwehrkommandant.
Die Abteilung Berufsfeuerwehr, die städtische Verwaltung der Feuerwehr Ulm, gliedert sich in fünf Sachgebiete:
- Sachgebiet FW 1 – Verwaltung und Controlling
- Sachgebiet FW 2 – Vorbeugender Brand- und Gefahrenschutz
- Sachgebiet FW 3 – Einsatz und Organisation, Ausbildung, Leitstelle
- Sachgebiet FW 4 – Technik
- Sachgebiet FW 5 – Zivil- und Katastrophenschutz

### Hauptfeuerwache

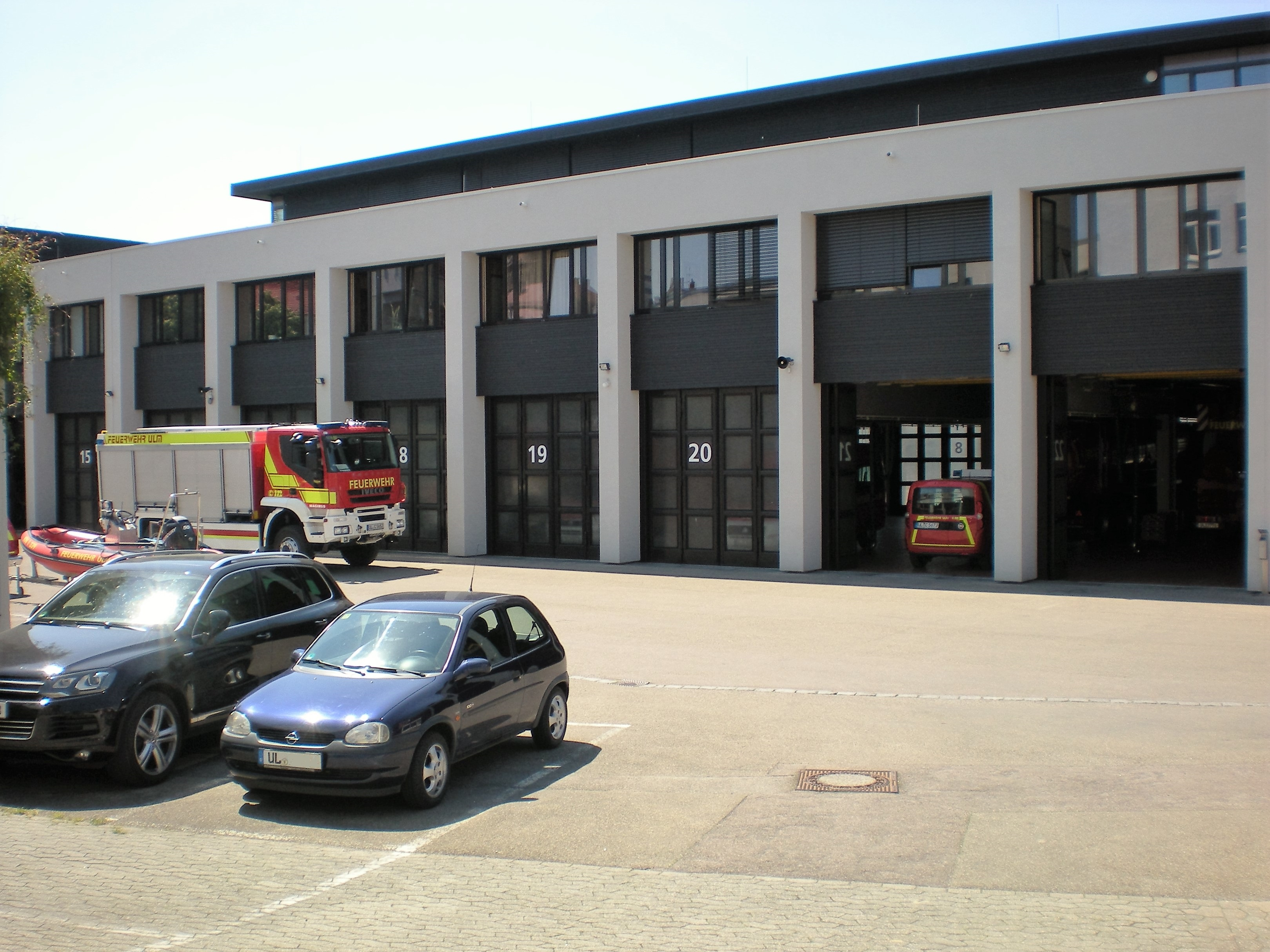
Innenhof der Hauptfeuerwache in der Keplerstraße

Die Hauptfeuerwache ist die rund um die Uhr im Wechsel von den beiden hauptamtlichen Wachabteilungen der Berufsfeuerwehr besetzte Wache der Feuerwehr Ulm. Sie befindet sich an der Kreuzung Karlstraße / Keplerstraße im Stadtteil Stadtmitte. In der Hauptfeuerwache ist ein umfangreicher Fuhrpark von rund 25 Fahrzeugen untergebracht, darunter ein Löschzug, bestehend aus
- einem Einsatzleitwagen (ELW), Baujahr: 2019
- einem Hilfeleistungslöschgruppenfahrzeug 20 (HLF 20), Baujahr: 2017
- einer Drehleiter-Automatisch mit Korb 23/12 (DLA(K) 23/12 n.B. CS GLT + HZL), Baujahr: 2007
- ggf. Ergänzung durch ein Löschgruppenfahrzeug 20 (LF 20), Baujahr: 2015

sowie ein Rüstzug, bestehend aus
- einem Einsatzleitwagen (ELW), Baujahr: 2019
- einem Vorausrüstwagen (VRW), Baujahr: 2005
- einem Rüstwagen (RW), Baujahr: 2011
- ggf. Ergänzung durch einen Feuerwehrkran (FwK), Baujahr: 2006

Daneben sind an der Hauptfeuerwache verschiedene Einzelfahrzeuge stationiert, die je nach Bedarf von der diensthabenden Wachabteilung oder von zusätzlich alarmierten Feuerwehrbeamten oder ehrenamtlichen Einsatzkräften der FF-Abteilung Innenstadt besetzt werden, unter anderem:
- ein Rüstwagen Umweltschutz (RW-U), Baujahr: 1997
- ein Tanklöschfahrzeug 24/50 (TLF 24/50), Baujahr: 2000
- ein Gerätewagen Wasserrettung (GW-W), Baujahr: 2008
- ein Gerätewagen Höhenrettung (GW-HRG), Baujahr: 2019
- ein Kleineinsatzfahrzeug (KLEF), Baujahr: unbekannt
- ein Schlauchtransportwagen (STW), Baujahr: unbekannt
- ein Tanklastzug Baujahr: 2005
- drei Wechselladerfahrzeuge (WLF), Baujahr: 1999, 2001 und unbekannt
- zwei Kommandowagen (KdoW) für den Feuerwehrkommandanten und den C-Dienst Baujahr: 2008
- ein Kommandowagen (KdoW) für den vorbeugenden Brandschutz, Baujahr: unbekannt
- zwei Personenkraftwagen (PKW) für allgemeine Dienst-, Kurier- und Versorgungsfahrten, Baujahr: 2015
- ein Mannschaftstransportfahrzeug (MTF), Baujahr: 2008
- ein Mannschaftstransportbus (MTB) auf Omnibus-Basis, Baujahr: unbekannt
- mehrere Abrollbehälter (AB)

### Integrierte Leitstelle
Die Integrierte Leitstelle Ulm (Eigenschreibweise: ils ulm) ist die gemeinsam von der Stadt Ulm, dem Alb-Donau-Kreis und dem Deutschen Roten Kreuz betriebene Integrierte Leitstelle für die Stadt Ulm und den Alb-Donau-Kreis. Sie ist zuständig für die nichtpolizeiliche Gefahrenabwehr im Stadtkreis Ulm und dem Alb-Donau-Kreis.
Der Fachbereich Feuerwehr der Leitstelle gehört zum Sachgebiet 3 der Feuerwehr Ulm. Rund um die Uhr ist mindestens ein Einsatzleitplatz (ELP) durch einen Beamten der Feuerwehr besetzt. Hinzu kommen je nach Uhrzeit und Wochentag ein bis vier Disponenten für den Rettungsdienst. Bei Bedarf kann das Leitstellenpersonal durch weitere Beamte der diensthabenden Wachmannschaft und durch alarmierte Feuerwehrbeamte oder Mitarbeiter des Fachbereichs Rettungsdienst aus der Freizeit verstärkt werden.

### Einsatzführungsdienst
Bei der Feuerwehr Ulm werden vier verschiedene Führungsdienste unterschieden, die lageabhängig die Einsatzleitung übernehmen. Diese werden als A-, B-, C- und D-Dienst bezeichnet und sind an der Einsatzstelle anhand ihrer farbigen Kennzeichnungswesten zu erkennen. Entgegen der bei vielen Berufsfeuerwehren üblichen Bezeichnung der Führungsdienste ist bei der Feuerwehr Ulm nicht der A-Dienst die höchste Führungsstufe, sondern der D-Dienst. Der Grund hierfür ist, dass sich die Nomenklatur der Führungsdienste bei der Feuerwehr Ulm an den Führungsstufen gemäß Feuerwehr-Dienstvorschrift (FwDV) 100 „Führung und Leitung im Einsatz“ orientiert.

#### A-Dienst
Der A-Dienst ist der Wachschichtführer der diensthabenden Wachabteilung und Fahrzeugführer auf dem HLF (bei Brandeinsätzen) bzw. dem VRW (bei THL-Einsätzen). Er leitet gemäß den Vorgaben der FwDV 100 Einsätze bis zur Stärke von zwei Gruppen und wird an der Einsatzstelle durch eine blaue Weste mit der Aufschrift „WSF“ gekennzeichnet.

#### B-Dienst
Die Funktion des B-Dienstes wird rund um die Uhr von einem Beamten des gehobenen feuerwehrtechnischen Dienstes besetzt. Er wird bei allen Einsätzen ab Zugstärke alarmiert und übernimmt in der Regel die Einsatzleitung, wenn bis zu zwei Züge an einer Einsatzstelle tätig sind. Der B-Dienst rückt mit einem Einsatzleitwagen (ELW) von der Hauptfeuerwache aus und wird an der Einsatzstelle durch eine grüne Weste mit der Aufschrift „B-Dienst“ gekennzeichnet.

#### C-Dienst
Der C-Dienst ist ein Beamter des gehobenen oder höheren feuerwehrtechnischen Dienstes und ist im Einsatz der Vertreter des Kommandanten. Gemäß der FwDV 100 kann er gemeinsam mit der so genannten Führungsgruppe auf dem Einsatzleitwagen 2 (ELW 2) Einsätze in Verbandstärke leiten. Er wird daher bei besonders großen oder komplexen Einsatzlagen oder spätestens ab drei Zügen an einer Einsatzstelle alarmiert. Der C-Dienst rückt tagsüber von der Hauptfeuerwache und nachts aus der Rufbereitschaft heraus aus und trägt an der Einsatzstelle eine gelbe Weste mit der Aufschrift „Einsatzleiter“.

#### D-Dienst
Der D-Dienst ist die höchste Führungsebene der Feuerwehr Ulm. Dieser kommt in der Regel nicht mehr unmittelbar am Schadensort zum Einsatz, sondern wird bei Großschadensereignissen und Katastropheneinsätzen als Leiter des Führungsstabes gemäß FwDV 100 tätig, der im Rahmen der Gesamteinsatzleitung alle operativ-taktischen Maßnahmen zur Leitung des Einsatzes anordnet und das Zusammenwirken aller an der Einsatzstelle tätigen Kräfte koordiniert. Der D-Dienst ist in der Regel der Leiter der Feuerwehr (Feuerwehrkommandant) oder sein Stellvertreter.

### Sondereinheiten
An der Hauptfeuerwache sind auch ein Teil der Sondereinheiten der Feuerwehr Ulm stationiert. Diese setzen sich oft aus Feuerwehrbeamten und Angehörigen der FF-Abteilungen zusammen, die zusätzlich zu ihrer Tätigkeit im Brandschutz und in der technischen Hilfeleistung weitere Aus- und Fortbildungen absolviert haben. Die Sondereinheiten werden an dieser Stelle behandelt, wenngleich sie sich aus haupt- und ehrenamtlichen Einsatzkräften der Feuerwehr zusammensetzen.

#### Höhenrettungsgruppe
Die Höhenrettungsgruppe der Feuerwehr Ulm wurde 1996 vom damals noch stellvertretenden Kommandanten Hansjörg Prinzing gegründet und besteht heute aus rund 25 ausgebildeten Höhenrettern. Die Hauptaufgabe der Gruppe ist die Rettung von Personen und die Bergung von Gegenständen aus Höhen und Tiefen sowie aus unwegsamem Gelände. Als Einsatzfahrzeug steht der Höhenrettungsgruppe ein Gerätewagen Höhenrettung zur Verfügung, der an der Hauptfeuerwache in der Keplerstraße stationiert ist. Die Höhenrettungsgruppe besteht aus Angehörigen der Feuerwehr Ulm, die neben ihrer eigentlichen Tätigkeit in der Abteilung Feuerwehrbeamte oder den Einsatzabteilungen der Freiwilligen Feuerwehr durch eine spezielle Ausbildung und regelmäßige Übungen die Qualifikation als Höhenretter erworben haben.

#### Wasserrettungszug
Zu den Aufgaben des Wasserrettungszuges gehören Soforteinsätze zur Rettung von Menschen und Tieren aus Gewässern, Personensuchen, Sachbergungen sowie die Hilfeleistung bei Hochwassereinsätzen. Der Wasserrettungszug ist an der Hauptfeuerwache stationiert und umfasst standardmäßig
- den Einsatzleitwagen (ELW) mit dem diensthabenden B-Dienst,
- den Gerätewagen Wasserrettung (GW-W),
- den Gerätewagen Höhenrettung (GW-HRG) als Zugfahrzeug für das große Rettungsboot
- den Rüstwagen (RW) zur Unterstützung beim Zuwasserlassen des Bootes in die Donau und zur Sicherung des Radweges am Donauufer im Bereich der Slipanlage.

Die Besonderheit am Wasserrettungszug der Feuerwehr Ulm ist, dass die Feuerwehr selbst über keine Einsatztaucher, sondern nur Rettungsschwimmer verfügt. Das Vorgehen bei einem Wasserrettungseinsatz an der Donau sieht daher vor, dass die Feuerwehr die Oberflächenrettung durchführt und die DLRG die Unterwassersuche übernimmt.
Bei einem Einsatz fährt der Gerätewagen Höhenrettung nicht direkt die Einsatzstelle, sondern die Slipanlage nahe dem Donaustadion an, um dort gemeinsam mit der Besatzung des Rüstwagens das Motorrettungsboot zu Wasser zu lassen. Der Gerätewagen Wasserrettung fährt zunächst ohne Taucher die Stelle an, an der die Notlage gemeldet wurde. Vom Ufer aus können die Einsatzkräfte dann entweder direkt zu der Person im Wasser schwimmen oder sich mit einem kleineren Schlauchboot, welches im Heck des GW-W mitgeführt wird, annähern. Die Taucher der DLRG gelangen im Rendezvous-System anderweitig (mit organisationseigenen Fahrzeugen oder privat) zur Einsatzstelle und rüsten sich mit der auf dem GW-W mitgeführten Ausrüstung aus.
Durch dieses Vorgehen, nämlich das sofortige Zuwasserlassen des Rettungsbootes in die Donau und das gleichzeitige direkte Anfahren der Einsatzstelle mit dem GW-W, sind die Kräfte der Feuerwehr in den meisten Fällen noch vor den Einsatzkräften der DLRG an den Einsatzstellen im Ulmer Stadtgebiet und eine Rettung kann, trotz des Fehlens einer eigenen Tauchergruppe, mit nur sehr wenig Zeitverzug eingeleitet werden.

#### Gefahrgut-Tankzug
Der Gefahrgut-Tankzug ist ein Tanklastzug für den Abtransport flüssiger Gefahrstoffe. In der Zugmaschine auf Basis eines IVECO Stralis AS 440 S 48 TZ/P ist eine Vakuum-Saug- und Druckanlage mit einem Aktivkohlefilter verbaut. Über diese Anlage können Gefahrgutflüssigkeiten zügig abgepumpt und umgefüllt werden, z. B. in den 25.000 Liter fassenden Auflieger. Bei Bedarf kann der Auflieger auch mit Wasser gefüllt werden, um bei Großbränden eine Löschwasserversorgung im Pendelverkehr oder als Puffer aufbauen zu können.
Der Tankzug war früher Teil des MoGES (Mobiles Gefahrgut Entsorgungssystem). Hinter dem MoGES verbirgt sich ein Zusammenschluss von drei Landkreisen (ADK, BC und HDH) und der Stadt Ulm, um große Mengen flüssiger Gefahrstoffe aufnehmen und sichern zu können. Jeder Landkreis stellte hierfür bei den eigenen Feuerwehren drei Lastkraftwagen und eine große Anzahl von IBC-Behältern aus Kunststoff und Edelstahl. Die Feuerwehr Ulm ergänzte das System um einen weiteren Lastwagen und den Tankzug als zentrales Element. Im Gesamten wäre das System in der Lage gewesen das Volumen eines Eisenbahn-Kesselwagens aufzunehmen.

## Freiwillige Feuerwehr
Das Stadtgebiet ist in 13 Wachbezirke gegliedert. Für jeden dieser Bezirke ist eine Einsatzabteilung der Freiwilligen Feuerwehr (FF-Abteilung) zuständig. Je nach Lage, Anforderung und Uhrzeit werden die Einsätze von der hauptamtlich besetzten Hauptfeuerwache allein oder mit Unterstützung durch die ehrenamtlichen FF-Abteilungen oder – insbesondere bei kleineren Einsätzen in den äußeren Stadtteilen – auch von den FF-Abteilungen alleine abgearbeitet. Neben den örtlich zuständigen Abteilungen bestehen innerhalb der Freiwilligen Feuerwehr noch zwei weitere Einsatzabteilungen ohne eigenen Wachbezirk: der ABC-Zug (Abteilung 15) und die Rettungshundestaffel (Abteilung 16).
Insbesondere in der Gefahrenabwehr bei Groß- und Gefahrguteinsätzen kommt den Einsatzabteilungen der Freiwilligen Feuerwehr eine wichtige Bedeutung zu, da ihnen zum Teil Einheiten des Katastrophenschutzes und andere Sonderfahrzeuge zugeordnet sind, beispielsweise Teile des Gefahrgutzuges, der ABC-Zug, die Führungsgruppe der Feuerwehr Ulm oder der Abrollbehälter Wasserförderung zur Förderung von Löschwasser über lange Wegstrecken. Daneben verstärken die Angehörigen der Freiwilligen Feuerwehr an Sonn- und Feiertagen im Rahmen eines Wachbereitschaftsdienstes regelmäßig die hauptamtliche Besatzung der Hauptfeuerwache und führen Sicherheitswachdienste bei Veranstaltungen durch.
Insgesamt rund 500 Männer und Frauen engagieren sich ehrenamtlich in den 15 aktiven Einsatzabteilungen der Freiwilligen Feuerwehr.

### FF-Abteilung 1 – Innenstadt
Die Abteilung Innenstadt ist wie die Abteilung Feuerwehrbeamte auch an der Hauptfeuerwache in der Keplerstraße 38 im Stadtteil Stadtmitte untergebracht. Die Abteilung hat insbesondere die Aufgabe, bei Alarmierungen der hauptamtlichen Feuerwehrkräfte die entblößte Wache nachzubesetzen oder auf Anforderung mit weiteren Fahrzeugen, die von der diensthabenden Wachabteilung nicht besetzt werden können, auszurücken.

### FF-Abteilung 2 – Söflingen
Die zweite FF-Abteilung im westlichen Stadtteil Söflingen geht historisch auf die so genannten Feuerrotten, die bereits 1808, also rund 40 Jahre vor der Gründung der späteren Feuerwehr Ulm, bestanden zurück. 1863 wurde auf Beschluss des Gemeinderats der damals noch eigenständigen Gemeinde Söflingen eine militärisch organisierte Pflichtfeuerwehr in Form einer Kompanie mit fünf Zügen und über 250 Mann aufgestellt. Mit der Eingemeindung von Söflingen in die Stadt Ulm wurde die Pflichtfeuerwehr Söflingen in eine Freiwillige Feuerwehr umstrukturiert und als 4. Kompanie in die Feuerwehr Ulm eingegliedert.
Heute stellt die Abteilung Söflingen nach der Hauptfeuerwache den zweiten innerstädtischen Löschzug. Zum Ausrückbereich der FF-Abteilung 2 gehören im Wesentlichen die Gebiete der Stadt Ulm westlich der Bundesstraße 10. Darunter fallen die Blockrandbebauung im Stadtteil Weststadt, der historische Ortskern um das Kloster Söflingen, die Wohngebiete auf dem Kuhberg, dem Roten Berg, dem Galgenberg, dem Eselsberg und der Lindenhöhe, das Lehrer Tal, das Gewerbegebiet entlang der Blaubeurer Straße und der Rangierbahnhof. Insgesamt wohnen im Wachbezirk der Söflinger Feuerwehr rund 50.000 Menschen.
In dem 1994 bezogenen Feuerwehrhaus in der Einsteinstraße 79 stehen der aktiven Einsatzabteilung insgesamt vier Fahrzeuge und ein Anhänger zur Verfügung:
- ein Löschgruppenfahrzeug 20/16 (LF 20/16), Baujahr: 2008
- ein Löschgruppenfahrzeug 10/6 (LF 10/6), Baujahr: 2003
- eine Drehleiter-Automatisch mit Korb 23/12 (DLA(K) 23/12 n.B. CC GL + HZL), Baujahr: 1999
- ein Mannschaftstransportfahrzeug (MTF), Baujahr: 2001
- ein Feuerwehranhänger (FwA) Mobiler Großlüfter, Baujahr: 2013

### FF-Abteilung 3 – Wiblingen
Die FF-Abteilung 3 stellt den dritten innerstädtischen Löschzug und ist in erster Linie für den südwestlichen Stadtteil Wiblingen zuständig. Der Ausrückbereich der Abteilung umfasst neben dem historischen Ortskern um das Kloster Wiblingen mit größtenteils lockerer Einfamilienhaus-Bebauung auch die großen Wohnblöcke in Neu-Wiblingen, die als sozialer Wohnungsbau in den 1970er- und 1980er-Jahren entstanden waren, und das Gewerbegebiet Ulm-Donautal.
Das Feuerwehrhaus der Abteilung Wiblingen befindet sich Stergweg 3 am Stadtrand und bietet Platz für vier Fahrzeuge:
- ein Löschgruppenfahrzeug 10/6 (LF 10/6), Baujahr: 2011
- ein Löschgruppenfahrzeug 20 (LF 20), Baujahr: 2010
- eine Drehleiter-Automatisch mit Korb 23/12 (DLA(K)), Baujahr: 1994
- ein Mannschaftstransportfahrzeug (MTF), Baujahr: 2019
- ein Feuerwehranhänger (FwA) Wasserwerfer, Baujahr: 1976

### FF-Abteilung 4 – Grimmelfingen
Die Abteilung 4 der Feuerwehr Ulm befinden sich im Stadtteil Grimmelfingen. Neben der Zuständigkeit für den mit rund 1.000 Einwohnern eher kleinen Stadtteil rückt die Einsatzabteilung aber auch zu Einsätzen an der Bundesstraße 311, die südlich von Grimmelfingen verläuft, und im Gewerbegebiet Ulm-Donautal aus.
Das Feuerwehrhaus der Abteilung Grimmelfingen befindet sich in der Eisenbahnstraße 17 und beherbergt die beiden Einsatzfahrzeuge der Abteilung:
- ein Löschgruppenfahrzeug 10/6 (LF 10/6), Baujahr: unbekannt
- ein Löschgruppenfahrzeug des Katastrophenschutzes LF-KatS, Baujahr: unbekannt
- ein Mannschaftstransportfahrzeug (MTF), Baujahr: unbekannt

### FF-Abteilung 5 – Jungingen
Die FF-Abteilung 5 befindet sich im rund 3.200 Einwohner großen Stadtteil Jungingen nördlich der Ulmer Kernstadt. Sie wurde 1886/87 als Pflichtfeuerwehr der damals eigenständigen Gemeinde Jungingen gegründet und mit der Eingemeindung 1971 als Löschzug 5 in die Feuerwehr Ulm integriert.
Neben der fast ausschließlich durch Wohnbebauung gekennzeichneten Ortschaft umfasst der Ausrückbereich der Abteilung auch die Autobahn 8, die nördlich an Jungingen vorbei verläuft, mit der Anschlussstelle Ulm-West, die Bahnstrecke Ulm-Geislingen nordöstlich des Stadtteils, die Gewerbegebiete Franzenhauserweg, Buchbrunnenweg und Hörvelsinger Weg im Süden sowie das Gewerbegebiet Ulm-Nord mit Containerbahnhof und Containerdepot.
Die FF-Abteilung hat 54 aktive Kameraden. Als Besonderheit existiert in Jungingen auch ein so genannter „2. Zug“ mit einer Mannschaftsstärke von acht Mann. Dieser bildet das Bindeglied zwischen der aktiven Einsatzabteilung und der Altersabteilung, nimmt nur Mitglieder mit mindestens 25 Dienstjahren auf und wird nur tagsüber oder bei Großschadensereignissen alarmiert, wenn zusätzlich zur aktiven Abteilung noch weitere Einsatzkräfte benötigt werden.
Im Feuerwehrhaus der Abteilung 5 in der Albstraße 7 sind drei Einsatzfahrzeuge untergebracht:
- ein Hilfeleistungslöschgruppenfahrzeug 24/25 (HLF 24/25), Baujahr: 1999
- ein Löschgruppenfahrzeug 10/6 (LF 10/6), Baujahr: 2010
- ein Mannschaftstransportfahrzeug (MTF), Baujahr: 2000

### FF-Abteilung 6 – Lehr
Die Freiwillige Feuerwehr Lehr, aus der die heutige Abteilung 6 der Feuerwehr Ulm entstand, wurde im Jahr 1888 gegründet. Da neben dem Stadtteil Lehr auch die zahlreichen Industrie- und Forschungsgebäude im Science Park und der Campus der Universität in der Wissenschaftsstadt zum Ausrückbereich der Abteilung gehören, ist in Lehr der Gefahrgutzug der Feuerwehr Ulm stationiert.
Im Feuerwehrhaus in Stöcklenstraße 12 befinden sich vier Einsatzfahrzeuge:
- ein Löschgruppenfahrzeug 16/12 (LF 16/12), Baujahr: 2001
- ein Löschgruppenfahrzeug 20 für den Katastrophenschutz (LF 20 KatS), Baujahr: 2011
- ein Gerätewagen Gefahrgut (GW-G), Baujahr: 2016
- ein Mannschaftstransportfahrzeug (MTF), Baujahr: 2004

Neben dem aktiven Zug gehört zur Abteilung 6 in Lehr organisatorisch auch der Spielmannszug der Feuerwehr Ulm. Aus der im Jahr 1956 kurzfristig anlässlich einer Hochzeit zusammengestellten Gruppe entwickelte sich über die Jahre ein über die Stadtgrenzen hinaus geschätzter Musikzug. Bei den Bundeswertungsspielen der Feuerwehrmusik 2005 erspielte sich der Zug eine Goldmedaille und den Titel Deutscher Vizemeister der Feuerwehrspielmannszüge.

### FF-Abteilung 7 – Mähringen
Die Abteilung 7 ist vorrangig als Ortsteilfeuerwehr für den dörflich-landwirtschaftlich geprägten, rund 1.300 Einwohner großen Stadtteil Mähringen konzipiert. Bei Bedarf kommt sie aber auch zur Unterstützung der benachbarten Abteilung 6 in Lehr oder in der Wissenschaftsstadt zum Einsatz.
Die Abteilung verfügt über zwei Einsatzfahrzeuge, die im Feuerwehrhaus in der Kiesentalstraße 5 stationiert sind:
- ein Löschgruppenfahrzeug 10/6 (LF 10/6), Baujahr: 2001
- ein Mannschaftstransportfahrzeug (MTF), Baujahr: unbekannt

### FF-Abteilung 9 – Ermingen
Die Abteilung 9 der Feuerwehr Ulm ist für den auf dem Hochsträß gelegenen, 1.100 Einwohner großen Stadtteil Ermingen zuständig. Im Zuge des Neubaus des Feuerwehrhauses in der Waldstraße 15 wurde die bisherige Abteilung 8 in Harthausen zum 1. Januar 2016 als eigenständige Einsatzabteilung aufgelöst und in die Erminger Abteilung eingegliedert. Die bis dahin gültige Durchnummerierung der Abteilungen wurde jedoch beibehalten, weshalb die Abteilung 8 in der Organisationsstruktur der Freiwilligen Feuerwehr Ulm fehlt.
Das neue Feuerwehrhaus, das im Juni 2016 eingeweiht wurde, bietet Platz für die drei Einsatzfahrzeuge der Abteilung:
- ein Löschgruppenfahrzeug 10/6 (LF 10/6), Baujahr: unbekannt
- ein Tanklöschfahrzeug 8/18 (TLF 8/18), Baujahr: unbekannt
- ein Mannschaftstransportfahrzeug (MTF), Baujahr: unbekannt

### FF-Abteilung 10 – Eggingen
Die Abteilung 10 ist die Ortsteilfeuerwehr der im Jahr 1974 nach Ulm eingemeindeten, heute rund 1.300 Einwohner großen, Ortschaft Eggingen. Bis 2012 war die Egginger Wehr die letzte Einsatzabteilung außerhalb der Kernstadt, die noch über eine eigene Drehleiter – eine DL 18 ohne Rettungskorb – verfügte. Heute besitzt die Abteilung noch zwei Einsatzfahrzeuge, die im Feuerwehrhaus in der Dorfstraße 10 untergestellt sind:
- ein Löschgruppenfahrzeug 10 (LF 10), Baujahr: unbekannt
- ein Mannschaftstransportfahrzeug (MTF), Baujahr: unbekannt

### FF-Abteilung 11 – Einsingen
Die Abteilung 11 im südwestlichen Ortsteil Einsingen hat insgesamt 34 aktive Mitglieder. Neben der Sicherstellung des Brandschutzes und der technischen Hilfeleistung im eigenen Ortsteil gehören auch Einsätze im Gewerbegebiet Ulm-Donautal und an der angrenzenden Bundesstraße 311.
Die Fahrzeughalle des Feuerwehrhauses in der Egginger Straße 6/1 verfügt über zwei Stellplätze, auf denen die beiden Fahrzeuge der Abteilung abgestellt sind:
- ein Löschgruppenfahrzeug 10 (LF 10), Baujahr: 2017
- ein Mannschaftstransportfahrzeug (MTF), Baujahr: unbekannt

### FF-Abteilung 12 – Donaustetten
Die Zuständigkeit der Abteilung 12 umfasst primär Brand- und THL-Einsätze auf dem Gebiet der Ortschaft Donaustetten, dem südlichen Teil des 1989 fusionierten Stadtteils Gögglingen-Donaustetten. Daneben kommen der Abteilung besondere Aufgaben bei der Förderung von Löschwasser über lange Wegstrecken zu, da in Donaustetten der Abrollbehälter Wasserförderung der Feuerwehr Ulm stationiert ist. Der Abrollbehälter stammt nicht aus der Landesbeschaffung für den Bevölkerungsschutz Baden-Württemberg, bei der das Land im Jahr 2010 sechs baugleiche Abrollbehälter Holland Fire System und Karlsruhe, Mannheim, Freiburg, Heilbronn, Konstanz und Stuttgart stationierte. Der Ulmer Abrollbehälter war zuvor bei der Berufsfeuerwehr Mannheim im Einsatz und wurde nach der Landesbeschaffung an die Ulmer Feuerwehr übergeben. Bei der Abteilung Donaustetten ist jedoch nur der Abrollbehälter selbst untergebracht, der Transport zur Einsatzstelle muss durch das Wechselladerfahrzeug der Hauptfeuerwache oder der Abteilung 15 durchgeführt werden.
Das Feuerwehrhaus der Abteilung Donaustetten befindet sich im St.-Florian-Weg 10 und bietet Platz für zwei Einsatzfahrzeuge und einen Abrollbehälter:
- ein Löschgruppenfahrzeug 16/12 (LF 16/12), Baujahr: unbekannt
- ein Mannschaftstransportfahrzeug (MTF), Baujahr: unbekannt
- ein Abrollbehälter (AB) Wasserförderung, Baujahr: unbekannt

### FF-Abteilung 13 – Gögglingen
Die Abteilung 13 der Feuerwehr Ulm deckt in erster Linie den nördlichen Teil des Stadtteils Gögglingen-Donaustetten ab. Im Feuerwehrhaus in der Bertholdstraße 13 in Gögglingen sind die beiden Einsatzfahrzeuge der Abteilung untergebracht:
- ein Löschgruppenfahrzeug 10/6 (LF 10/6), Baujahr: 2011
- ein Mannschaftstransportfahrzeug (MTF), Baujahr: unbekannt

### FF-Abteilung 14 – Unterweiler
In der Abteilung 14 in Unterweiler sind 30 Mitglieder aktiv. Das Einsatzgebiet der Abteilung erstreckt sich hauptsächlich auf die Gemarkung Unterweiler sowie zur Unterstützung auf das Gebiet der Abteilung 3 in Wiblingen. Der Wachbezirk ist hauptsächlich durch Wohnbebauung gekennzeichnet. Daneben umfasst er mehrere landwirtschaftliche Anwesen und ein kleineres Gewerbegebiet am Ortsrand von Unterweiler.
Das Feuerwehrhaus der Abteilung in der Greutstraße 12 wurde 1981 bezogen und beherbergt die beiden Einsatzfahrzeuge der Abteilung Unterweiler:
- ein Löschgruppenfahrzeug 10/12 (LF 10/12), Baujahr: 2001
- ein Mannschaftstransportfahrzeug (MTF), Baujahr: 2008

### FF-Abteilung 15 – ABC-Zug

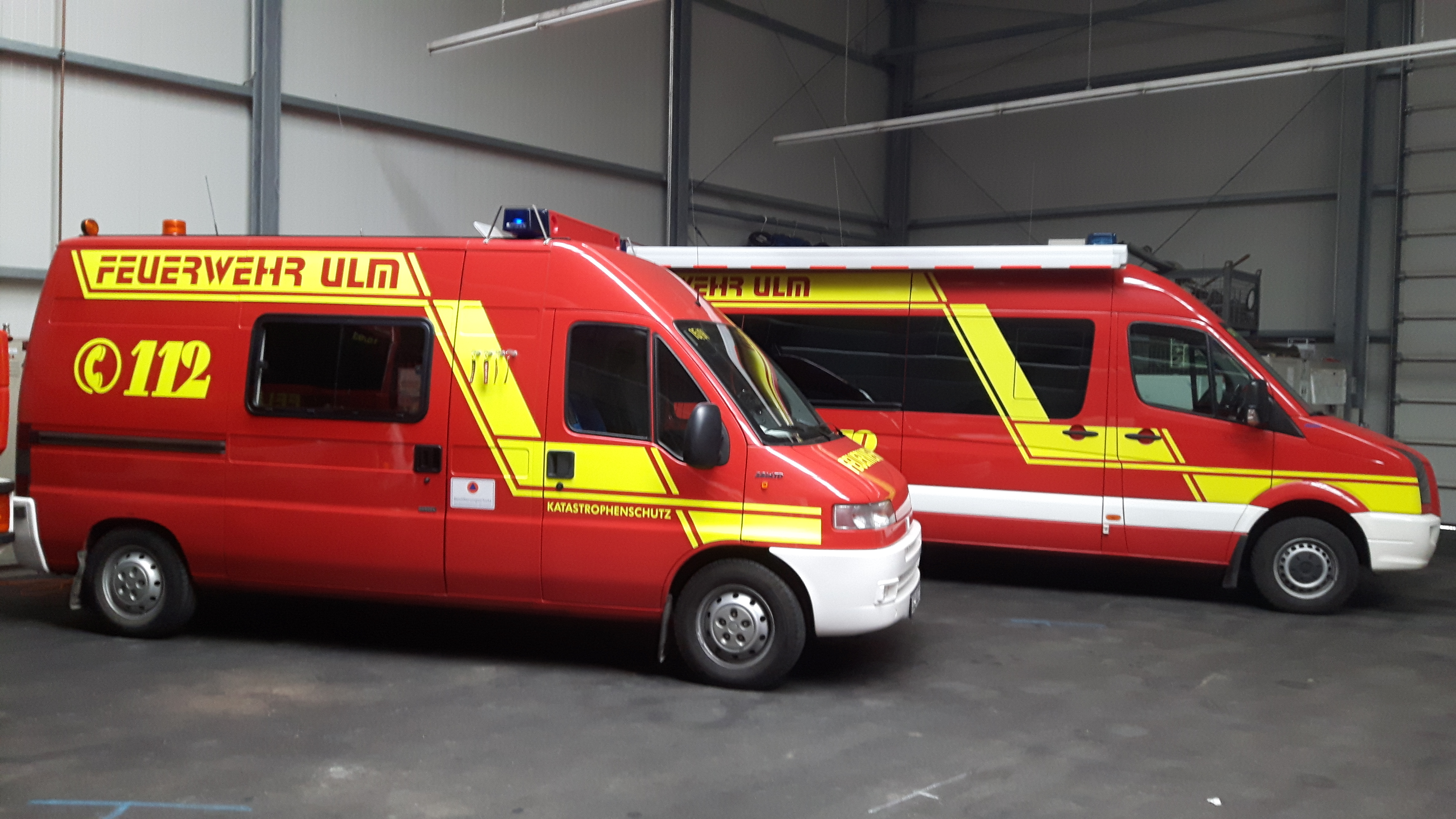
ABC-Erkundungskraftwagen und Einsatzleitwagen 2 der Feuerwehr Ulm

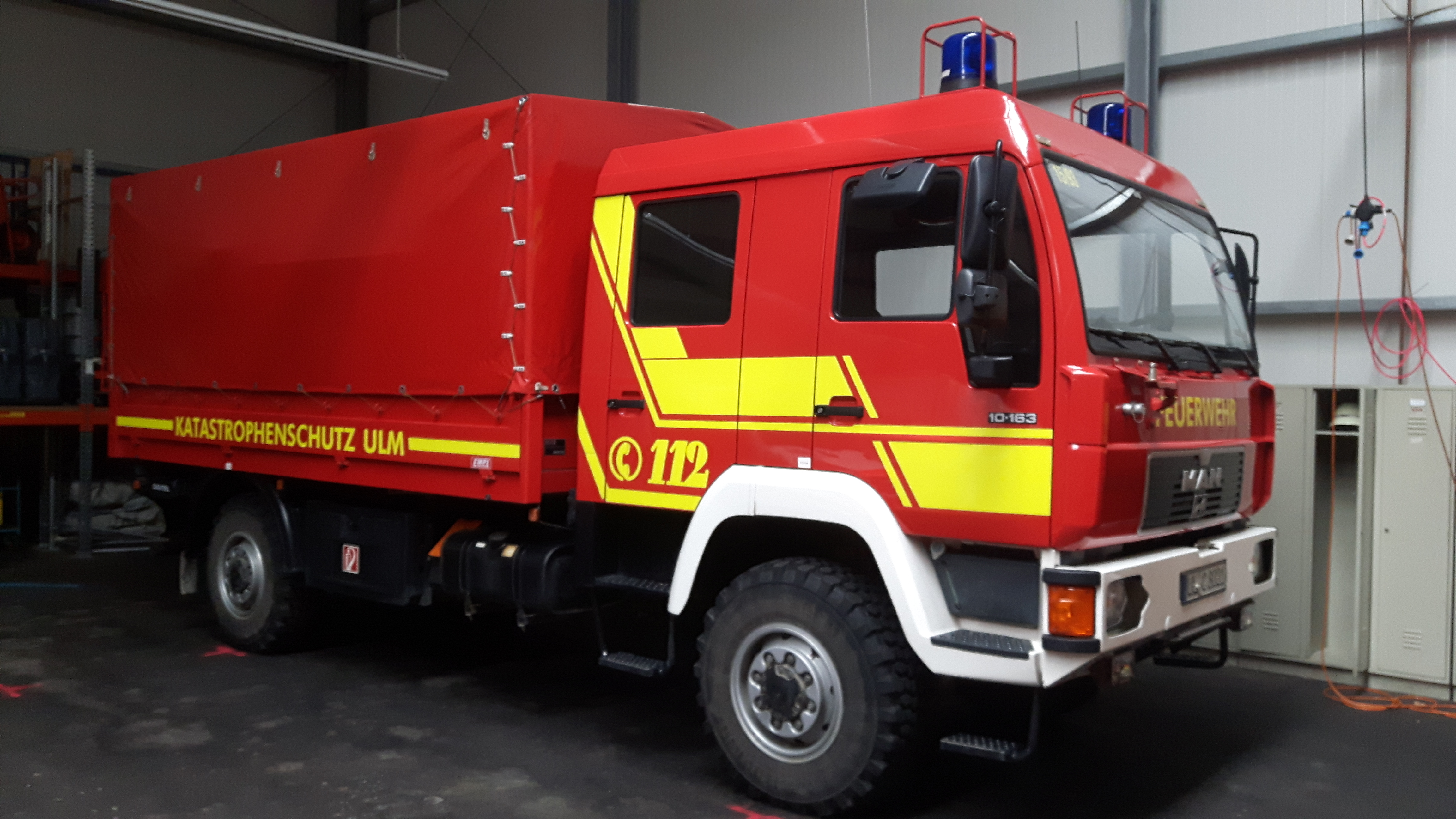
Dekon-LKW P der Feuerwehr Ulm

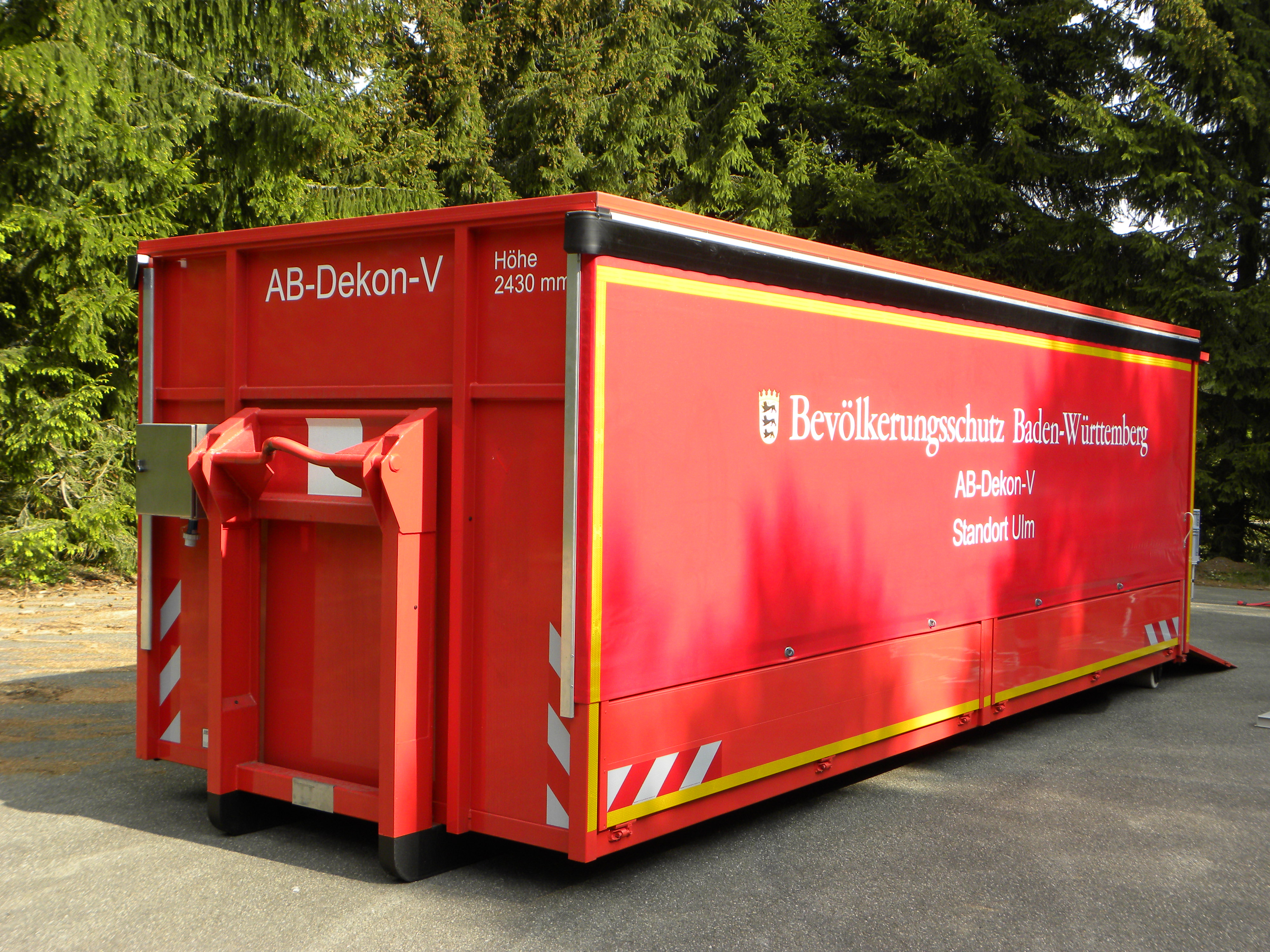
Der bei der Abteilung 15 stationierte AB-Dekon-V des Bevölkerungsschutzes Baden-Württemberg

Die Abteilung 15 stellt den ABC-Zug der Feuerwehr Ulm, der im Katastrophenschutzzentrum der Stadt Ulm im Gewerbegebiet Ulm-Donautal, Graf-Arco-Straße 18/1 stationiert ist. Der ABC-Zug hat die Aufgabe, die regulären Einsatzkräfte der Feuerwehr bei Einsätzen mit Gefahrstoffen sowie Messeinsätzen zu unterstützen, die von atomaren, biologischen und chemischen Stoffen ausgehenden Gefahren festzustellen und Personen zu dekontaminieren. Das Personal des ABC-Zuges generiert sich aus den übrigen FF-Abteilungen der Feuerwehr Ulm, d. h. jedes Mitglied des ABC-Zuges ist zugleich noch reguläres Mitglied in einer anderen aktiven Abteilung.
Zum ABC-Zug gehören:
- ein ABC-Erkundungskraftwagen (ABC-ErkKW), Baujahr: 2001
- ein Dekontaminationslastkraftwagen Personen (Dekon-LKW P), Baujahr: 1998
- ein Wechselladerfahrzeug (WLF) mit Abrollbehälter Dekontamination von Verletzten (AB-Dekon-V), Baujahr: unbekannt

Der AB-Dekon-V ist einer von insgesamt sieben vom Land Baden-Württemberg für den Bevölkerungsschutz beschafften und auf sieben Standorte verteilten Einheiten dieser Art. Auf dem Abrollbehälter ist Material für den Aufbau und den Betrieb eines Dekontaminationsplatzes für (planerisch) zehn liegende und rund 40 gehfähige Patienten pro Stunde verladen. Das entsprechende Landeskonzept „Dekon-V 50 Baden-Württemberg“ sieht für den Verletzten-Dekontaminationsplatz einen Personalbedarf von 40 Feuerwehrangehörigen vor, die von 17 Kräften des Sanitätsdienstes aus einer Einsatzeinheit unterstützt werden.
Ebenfalls organisatorisch bei der Abteilung 15 angesiedelt ist die Führungsgruppe (FüGr) der Feuerwehr Ulm. Sie hat die Hauptaufgabe, den Einsatzleiter bei größeren Einsätzen zu unterstützen. Alarmiert wird die Gruppe, die sich – wie der ABC-Zug auch – aus Angehörigen verschiedener FF-Abteilungen zusammensetzt, in der Regel, wenn mindestens zwei Züge an einer Einsatzstelle tätig sind und daher mehr Leitungs-, Koordinierungs- und Dokumentationsaufgaben wahrzunehmen sind, als im alltäglichen Routineeinsatz (z. B. Atemschutzüberwachung, Kommunikation mit über-, neben- und untergeordneten Führungsstellen, Einsatzdokumentation etc.). Unter anderem gehören zu den Aufgaben der Führungsgruppe auch das Führen einer Kräfte- und Fahrzeugübersicht sowie einer Lagekarte und eines Funkplans, die Einweisung von nachrückenden Kräften und die Abwicklung des Sprechfunkverkehrs an der Einsatzstelle sowie zwischen der Einsatzleitung vor Ort und der Leitstelle. Des Weiteren dient der Standort der Führungsgruppe als Anlaufstelle für Führungskräfte anderer am Einsatz beteiligter Organisationen und Behörden (z. B. Rettungsdienst, Polizei etc.). Als Einsatzfahrzeug steht der Führungsgruppe der Feuerwehr Ulm ein Einsatzleitwagen 2 (ELW 2) auf VW-Crafter-Basis (Baujahr: 2009), der zusammen mit dem ABC-Zug im Katastrophenschutzzentrum Ulm-Donautal untergebracht ist und dementsprechend den Funkrufnamen „Florian Ulm 15/12“ führt.

### FF-Abteilung 16 – Rettungshundestaffel
Die BRH-Rettungshundestaffel Ulm e. V. ist als FF-Abteilung 16 der Feuerwehr Ulm zugeordnet. Seit 1975 bildet die Staffel im Ulmer Donautal, eine der vier Gründungsstaffeln des Bundesverbands Rettungshunde (BRH), Rettungshunde für die Suche nach Vermissten und Verschütteten aus. Die Qualifizierung der Einsatzkräfte und Hunde erfolgt entsprechend den Anforderungen für die Behörden und Organisationen mit Sicherheitsaufgaben (BOS), der Katastrophenschutz-Dienstvorschrift 100 „Führung und Leitung im Einsatz“ sowie den in der DIN 13050 definierten Anforderungen für Rettungshundeteams und rettungshundeführende Organisationen.
Die Staffel bildet in folgenden Sparten Rettungshunde aus:
- Fläche
- Trümmer
- Mantrailing
- Lawinensuche
- Wasserortung

Als Einsatzfahrzeuge stehen der Staffel zur Verfügung:
- ein Gerätewagen Rettungshunde-Ortungstechnik (GW-RHOT) als Führungsfahrzeug, Baujahr: unbekannt
- ein Gerätewagen Rettungshunde-Ortungstechnik (GW-RHOT) als Mannschaftstransportfahrzeug, Baujahr: unbekannt
- ein Gerätewagen Rettungshunde-Ortungstechnik (GW-RHOT) als Mannschaftstransportfahrzeug (Fahrzeug für den Bevölkerungsschutz Baden-Württemberg), Baujahr: unbekannt

Die Staffel ist Mitglied der Landesarbeitsgemeinschaft Rettungshunde Baden-Württemberg (LAGRH-BW), die die Zusammenarbeit der rettungshundeführenden BOS-Organisationen in Baden-Württemberg erleichtert und ein gemeinsames Dach gibt.

## Jugendfeuerwehr
Die Feuerwehr Ulm unterhält 13 Jugendfeuerwehr-Gruppen, in denen sich 158 Jugendliche engagieren (Stand: Mai 2018). In der Jugendfeuerwehr sollen interessierte Jungen und Mädchen an die Aufgaben der Feuerwehr herangeführt und auf die Tätigkeit in einer aktiven Einsatzabteilung vorbereitet werden. Zudem nimmt die Jugendfeuerwehr wichtige Aufgaben der allgemeinen Jugendarbeit wahr: Sie bietet verschiedene Freizeitaktivitäten für die Mitglieder an und soll das soziale Engagement und die Teamfähigkeit der Jugendlichen fördern.
Die Leitung der Jugendfeuerwehr obliegt auf Ebene der Gesamtfeuerwehr dem Stadtjugendfeuerwehrwart und seinem Stellvertreter sowie auf Ebene der Abteilungen den Jugendfeuerwehrwarten und ihren Stellvertretern.

## Kommandanten
| Nr. | Name                    | Beginn der Amtszeit | Ende der Amtszeit |
| --- | ----------------------- | ------------------- | ----------------- |
| 1   | Conrad Dietrich Magirus | 1847                | 1880              |
| 2   | Karl Wacker             | 1880                | 1891              |
| 3   | Friedrich Eychmüller    | 1891                | 1919              |
| 4   | Anton Mürdel            | 1919                | 1926              |
| 5   | Sigmund Klett           | 1926                | – ? –             |
| 6   | Karl Hollerbach         | – ? –               | 1970              |
| 7   | Klaus Köstlin           | 1970                | 1992              |
| 8   | Karl-Heinz Schneider    | 1992                | 1998              |
| 9   | Hansjörg Prinzing       | 1998                | 2020              |
| 10  | Adrian Röhrle           | 2020                | „im Amt“          |